# Myrmecozela imeretica
Myrmecozela imeretica är en fjärilsart som beskrevs av Aleksei Konstantinovich Zagulajev 1972. Myrmecozela imeretica ingår i släktet Myrmecozela och familjen äkta malar. Inga underarter finns listade i Catalogue of Life.